# Eigi – Shadow Skill
Eigi – Shadow Skill (jap. 影技 SHADOW SKILL, Eigi Shadō Sukiru) ist ein Manga des japanischen Zeichners Megumu Okada, der von 1992 bis 2014 in Japan erschien. Er wurde mehrfach als Original Video Animation sowie einmal als Fernsehserie adaptiert und ist in die Genres Action, Fantasy und Drama einzuordnen.

## Inhalt
Die Kämpferin Ella Lagu reist gemeinsam mit ihrem Adoptivbruder Gau Ban durch das Königreich Kurda. Diese wird durch seine stärksten 59 Krieger, zu denen Ella gehört, und deren Kampftechnik Shadow Skill (eigi), erhalten und beschützt. Während Ella wegen ihrer Trinksucht stets Geld braucht und daher alle sich bietenden Aufträge annimmt, versucht Gau Ban von seiner großen Schwester zu lernen, um selbst einmal ein großer Kämpfer zu werden. Dazu wird er sich jedoch auch in Gladiatorenkämpfen in der Arena beweisen müssen.

## Veröffentlichung
Das Debütwerk Okadas erschien zunächst von 1992 bis 1996 im Magazin Comic Gamma des Verlags Takeshobo, der die Kapitel auch in vier Sammelbänden herausbrachte. Danach wechselte die Serie ins Monthly Dragon Jr. von Fujimi Shobō, bis es 2006 eingestellt wurde. Ab 2006 und nach einer Pause ab 2009 wurde sie dann im Monthly Afternoon von Kodansha fortgesetzt, bis dann am 24. März 2014 (Ausgabe 5/2014) abgeschlossen wurde. Die weiteren Kapitel erschienen in 11 Bänden, sodass der Manga insgesamt 15 Bände umfasst. Kodansha veröffentlichte zudem erneut die im Monthly Dragon Jr. erschienenen Kapitel im Extraband phantom of shade (1999), sowie die Kapitel aus Comic Gamma in den Extrabänden black howling und black wing (2000).

## Anime-Adaptionen
Eine erste Adaption des Stoffes als Anime entstand 1995 bei Studio Zero G-Room. Unter der Regie von Hiroshi Negishi und nach einem Drehbuch von Mayori Sekijima wurde ein 45 Minuten langer Film produziert. Das Charakterdesign entwarfen Shin Matsuo und Toshinari Yamashita, die künstlerische Leitung lag bei Torao Arai. Als Produzent war Masao Nakamura verpflichtet und ausführender Produzent war Ippei Takahashi. Der Film wurde als Original Video Animation (OVA) veröffentlicht. ADV Films veröffentlichte eine deutsche Synchronfassung des Films. Außerdem wurde er ins Englische und Französische übersetzt. Die englische Fassung wurde auch zusammengeschnitten mit der zweiten OVA als Film veröffentlicht.
Eine zweite Adaption entstand 1996 beim gleichen Studio unter der Regie von Yasuhiro Kuroda und Hiroshi Negishi. Das Drehbuch für die drei halbstündigen Folgen schrieb Masanori Sekijimo. Das Charakterdesign entwarf erneut Shin Matsuo, künstlerischer Leiter war Toshihisa Kayama. Ippei Takahashi war erneut ausführender Produzent unter einem Komitee von vier Produzenten. Die Miniserie wurde als OVA veröffentlicht und ins Englische übersetzt, von Encore Action im Fernsehen ausgestrahlt und per Streaming bei The Anime Network veröffentlicht.
Als dritte Adaption wurde 1998 eine Anime-Fernsehserie produziert. Anlass war der Wechsel des Mangas in ein anderes Magazin. Bei der Produktion von Studio Deen führte Tsukasa Sunaga und Mitsuki Nakamura war mit der künstlerischen Leitung beauftragt. Das Charakterdesign stammt von Fuminori Kizaki und für den Schnitt war Masanori Sakamoto verantwortlich. Die Serie wurde vom 2. Juli bis zum 24. Dezember 1998 von TV Tokyo und Anime Network ausgestrahlt. Eine deutsche Fassung erschien bei ADV Films. Auf Tagalog wurde der Anime von GMA Network im Fernsehen gezeigt, außerdem gibt es Übersetzungen ins Englische und Französische.
Mit Shadow Skill: Kuruda-ryū Kōsatsu-hō no Himitsu kam 2003 eine weitere Adaption als 60 Minuten langer Film auf Video heraus. Der Anime entstand bei Studio Tandm, Regie führte Kazuya Ichikawa und das Drehbuch schrieb Kurasumi Sunayama. Der Film ist komplett computeranimiert.

### Synchronisation
Die deutschen Synchronfassungen entstanden bei Aaron Synchros.
| Rolle        | japanischer Sprecher (Seiyū) | deutscher Sprecher  |
| ------------ | ---------------------------- | ------------------- |
| Ella Lagu    | Megumi Hayashibara           | Alexandra Hartmann  |
| Gau Ban      | Akio Matsuoka                | Florian Fischer     |
| Rui Frasneel | Bin Shimada                  | Christian Jungwirth |
| Kyo Ryu      | Ikue Ohtani                  | Marieke Oeffinger   |
| Scarface     | Yasunori Matsumoto           |                     |

### Musik
Für die erste OVA komponierte Hiroshi Negishi die Musik, für den Abspann verwendete man das Lied Tasogare no Naka de (黄昏の中で) von Kasumi. Die Musik der zweiten OVA stammt von Osamu Tezuka und Toshiro Yabuki und erneut von Kasumi stammen Vorspann- und Abspanntitel Solid Desire und I'm Shadow Skill. Osamu Tezuka komponierte auch für die Fernsehserie, deren Vorspannlied Born Legend von Kasumi ist. Für den Abspann verwendete man Last Quarter von Princess Purin und For My Pride von Spirit Level. Die Musik der dritten OVA schließlich stammt von Hidenori Chiwata, der auch die Lieder Yokubō no Ketsumatsu (欲望の結末) und Yozora no Hoshi (夜空の星) für Vor- und Abspann komponierte und sang.

## Rezeption
In Japan wurde der Manga gelobt für seine stimmige innere Logik, insbesondere bei der Kampftechnik und Magie. In der Anime Encyclopedia wird hervorgehoben, dass Megumu Okada viele originelle und gute Ideen zu Kampf, Magie und der Clanstruktur der Serienwelt habe. Manches davon spiegele die Gebräuche von Sumo-Kämpfern oder Samurai wider. Die in Japan erfolgreiche erste Anime-Adaption wird jedoch kritisiert, dass sie die komplexe Handlung auf eine einfache Rache-Actiongeschichte reduziere. Darüber hinaus sei die englische Synchronfassung von schlechter Qualität. Die später produzierte Fernsehserie dagegen greift mehr der Hintergrundgeschichten aus dem Manga auf.